# Adolf Rudnicki

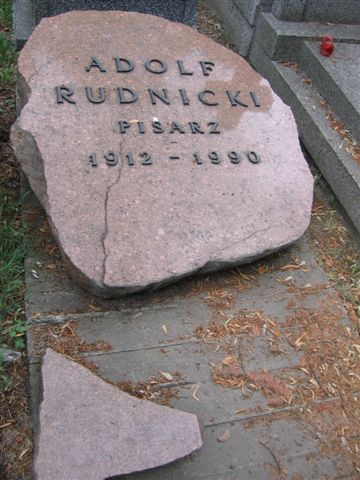
Phần mộ của Adolf Rudnicki, Warsaw

Adolf Rudnicki (tên khai sinh: Aron Hirschhorn; sinh ngày 22 tháng 1 năm 1909 tại Żabno - mất ngày 14 tháng 11 năm 1990 tại Warsaw) là một tiểu thuyết gia và nhà tiểu luận người Ba Lan gốc Do Thái. Ông nổi tiếng với các tác phẩm về thảm sát Holocaust và cuộc nổi dậy của người Do Thái ở Ba Lan trong Chiến tranh thế giới thứ hai.

## Tiểu sử
Adolf Rudnicki sinh ra trong một gia đình Do Thái nhánh Do Thái giáo Hasidim. Sau khi theo học một trường thương mại, ông làm nhân viên ngân hàng. Sự nghiệp viết lách của Adolf Rudnicki bắt đầu vào năm 1930 với cột mốc truyện ngắn Death of the Operator được đăng trên nhật báo Kurier Poranny. Ông bắt đầu được yêu thích ở Ba Lan nhờ các tiểu thuyết ra đời trong thập niên 1930 là The Unloved và The Rats.
Adolf Rudnicki bị Đức Quốc Xã bắt trong cuộc Đức xâm lược Ba Lan, nhưng trốn thoát được. Sau một thời gian ngắn phục vụ trong Quân đội Ba Lan, ông đến Lwów và gia nhập Ủy ban Do Thái Quốc gia. Khoảng năm 1942, Adolf Rudnicki trở lại Warsaw và hoạt động bí mật. Hai năm sau, ông gia nhập Armia Krajowa và tham gia cuộc Khởi nghĩa Warsaw. Sau chiến tranh, Adolf Rudnicki cho ra mắt hai tiểu thuyết The Golden Windows, The Merchant of Łódź, và tuyển tập truyện ngắn Epoch of the Ovens với nội dung về thảm sát Holocaust và cuộc nổi dậy của người Do Thái. Thuật ngữ được mọi người sử dụng rộng rãi "epoka pieców" (thời đại của lò nướng) xuất phát từ một trong những tác phẩm này.
Từ năm 1953, Adolf Rudnicki bắt đầu viết các bài tiểu luận về đa dạng đề tài. Những bài viết này về sau được tập hợp lại trong một sê-ri nhiều tập tên là Blue Pages. Các tác phẩm trong thập niên 1960 đều mang một màu sắc huyền bí. Năm 1964, Adolf Rudnicki là một trong những người ký vào Thư số 34 về quyền tự do văn hóa để gửi Thủ tướng Józef Cyrankiewicz. Ông sống ở Paris trong phần lớn thập niên 1970. Tại đây, ông kết hôn và có một cậu con trai. Adolf Rudnicki trở về Ba Lan trong những năm 1980, lúc này ông đã bị phần lớn độc giả lãng quên. Ông sống ở Warsaw cho đến khi mất và được chôn cất tại Nghĩa trang quân đội Powązki.
Tiểu thuyết The Unloved của Adolf Rudnicki đã được dựng thành bộ phim Niekochana (1966).